# Baixa do Porto

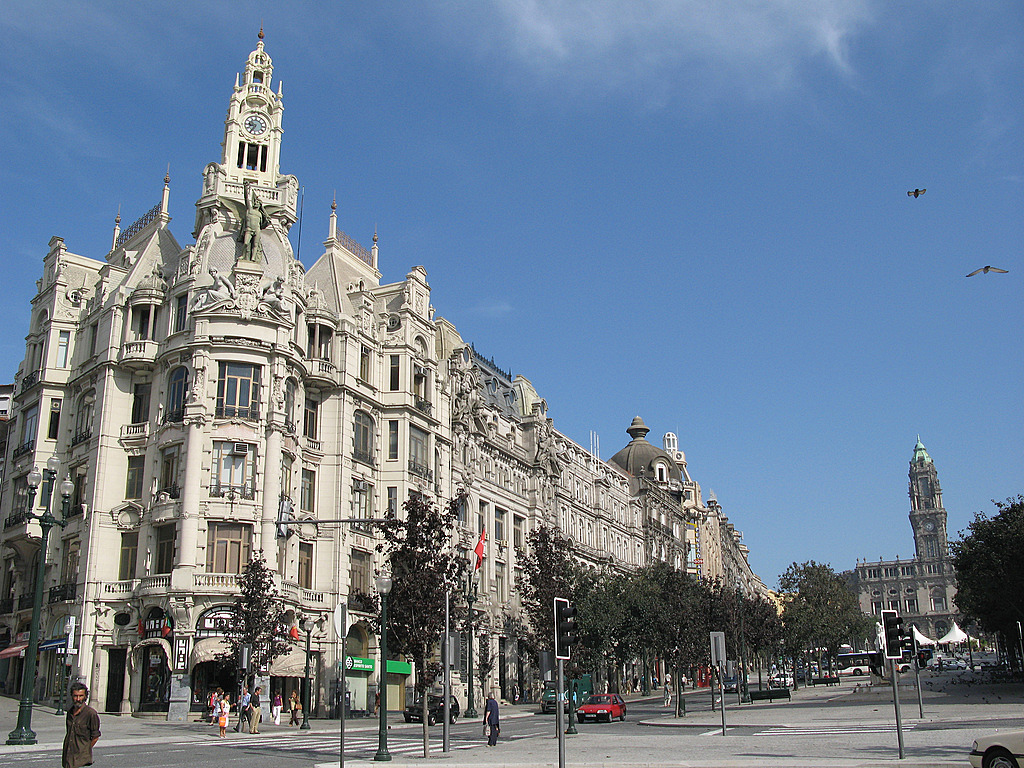
Avenida dos Aliados

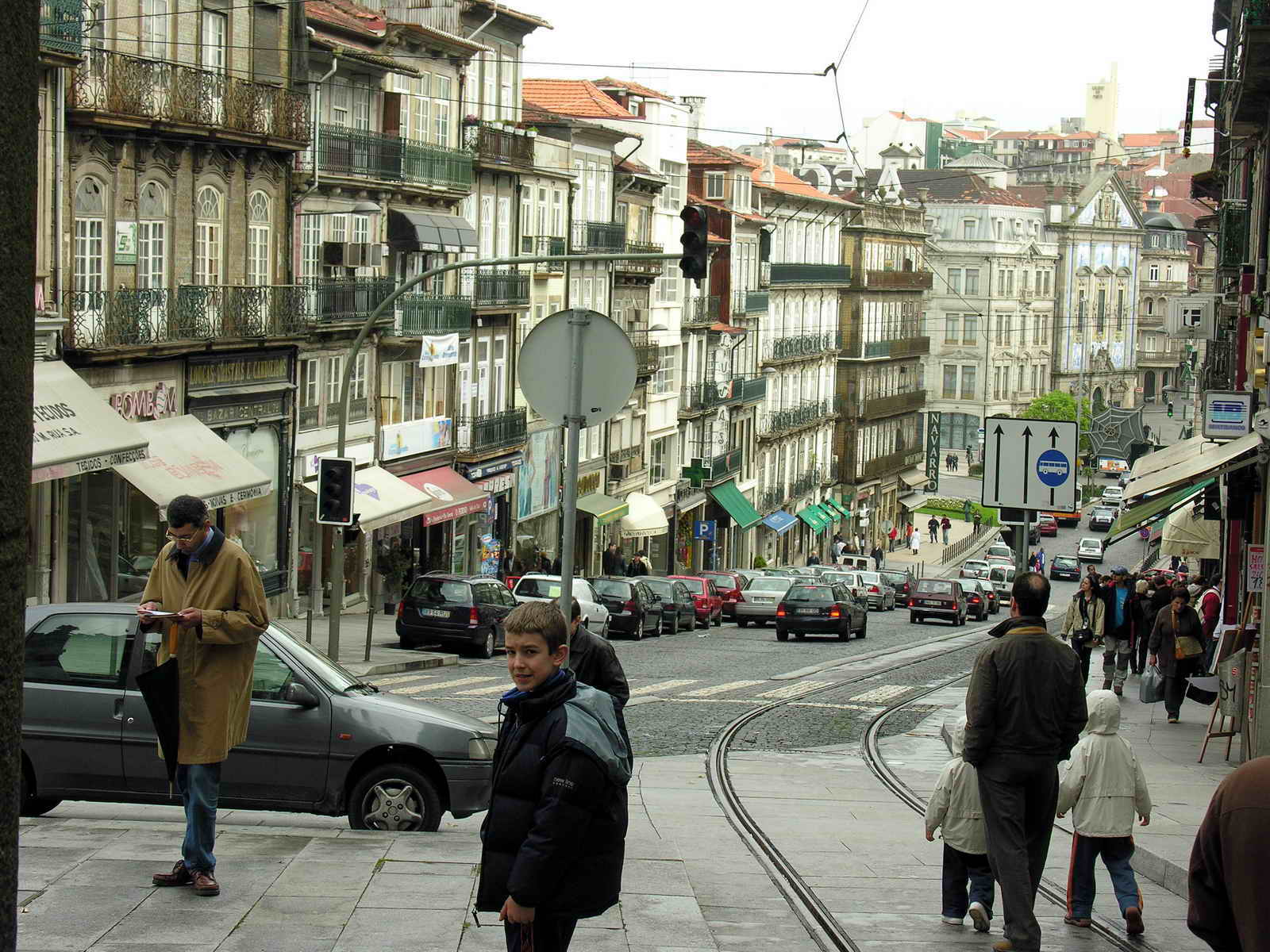
A Rua dos Clérigos, uma das principais e mais movimentadas ruas da Baixa do Porto.

A Baixa do Porto é a designação dada à zona central da cidade do Porto, em Portugal.
Tradicionalmente, grande parte da banca, dos seguros, do comércio e dos serviços localizam-se nesta zona central da cidade. É aqui que se encontra o centro cívico (em torno da Avenida dos Aliados), as grandes ruas comerciais (como a Rua de Santa Catarina), o mercado tradicional do Bolhão, a estação ferroviária de São Bento e importantes monumentos como a Torre dos Clérigos.

## O declínio
Nas últimas décadas, a Baixa do Porto vinha perdendo o protagonismo em favor de outras zonas da cidade (como a Boavista e a Foz) ou dos concelhos limítrofes do Porto, designadamente Matosinhos e Vila Nova de Gaia.
Devido ao elevado estado de degradação de grande parte do edificado e dos arruamentos, a Baixa foi-se desertificando.

## O renascimento

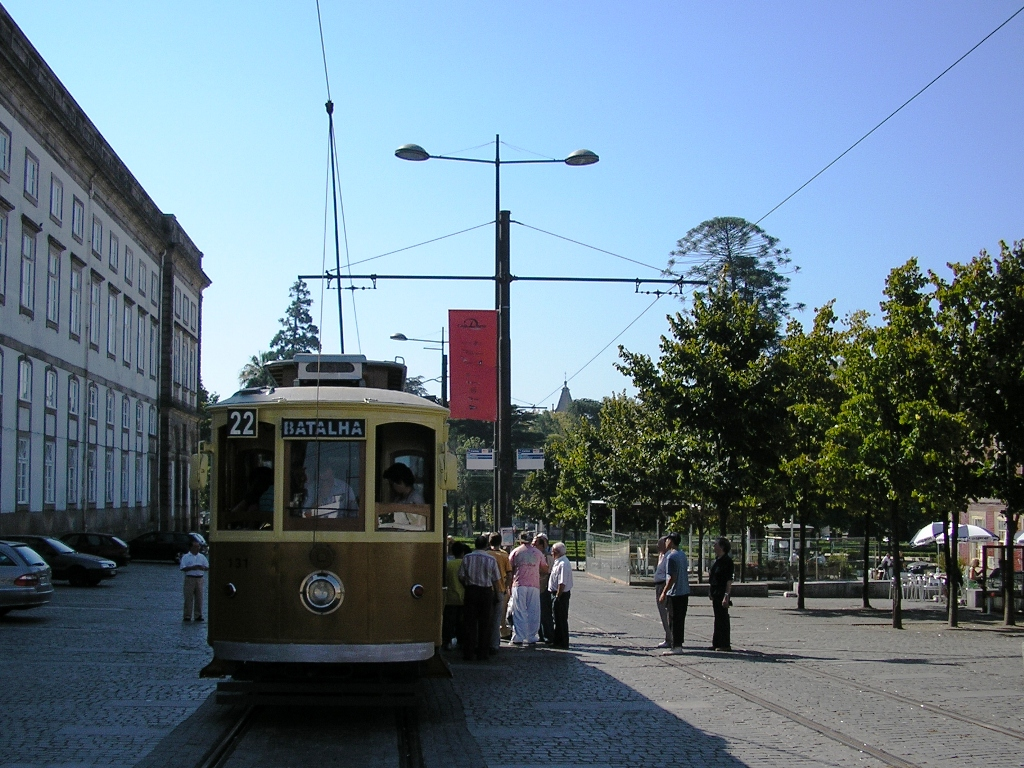
Eléctrico 22 na Praça de Parada Leitão, junto ao Café Piolho, um dos cafés mais movimentados da Baixa do Porto.

Para combater o despovoamento e a degradação do património edificado foi criada em 2004 a Porto Vivo, SRU – Sociedade de Reabilitação Urbana da Baixa Portuense, que estende também a sua ação ao Centro Histórico do Porto, classificado como Património Mundial. Desde então é possível observar várias obras de reabilitação em curso e outras já concluídas.
Outro movimento que contribuiu para o renascimento da Baixa foi o aparecimento de um número muito significativo de estabelecimentos de diversão noturna, como bares e cafés, em vários locais da Baixa, em especial na zona entre o Hospital de Santo António, Ruas Galeria de Paris e Cândido dos Reis, conhecida como zona das "Galerias de Paris". Nos últimos anos assistiu-se a um aumento bastante expressivo no movimento noturno desta zona, fenómeno muitas vezes apelidado de Movida Portuense e comparado ao Bairro Alto em Lisboa.
Há também um número significativo de comércio especializado e alternativo a instalar-se, sobretudo para produtos de autor, design, costura, livrarias e antiquários.
Foi também reintroduzido o serviço histórico de elétricos. Atualmente a Baixa é servida por duas linhas: Linha 22 - Circular entre a Batalha e o Carmo e que percorre as principais artérias da Baixa e a Linha 18- Linha que liga a zona ribeirinha ao centro da cidade.

## Galeria de imagens

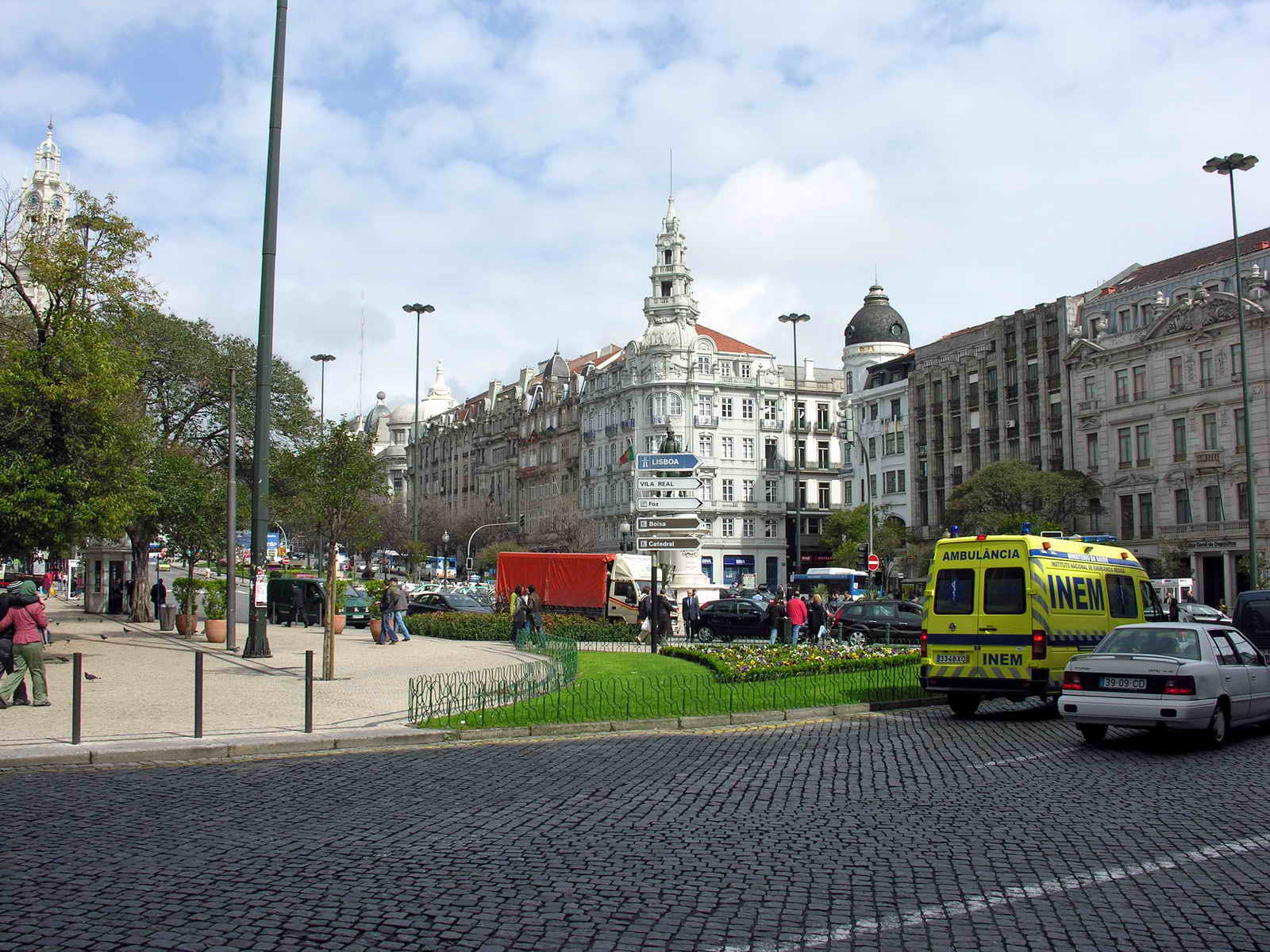
Praça da Liberdade, considerada como o centro da Baixa.
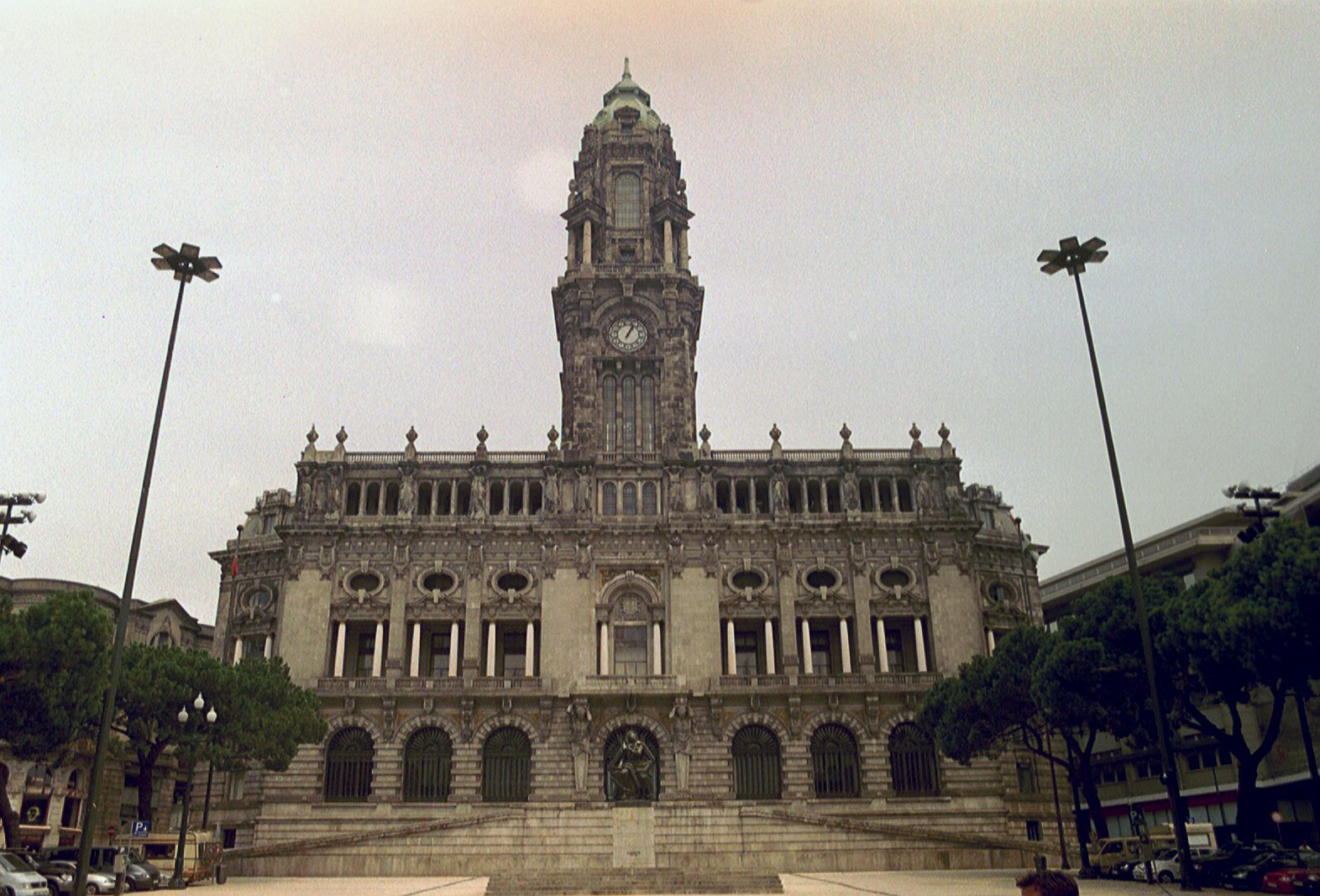
Edifício da Câmara Municipal do Porto, um dos símbolos da Baixa e do Porto.
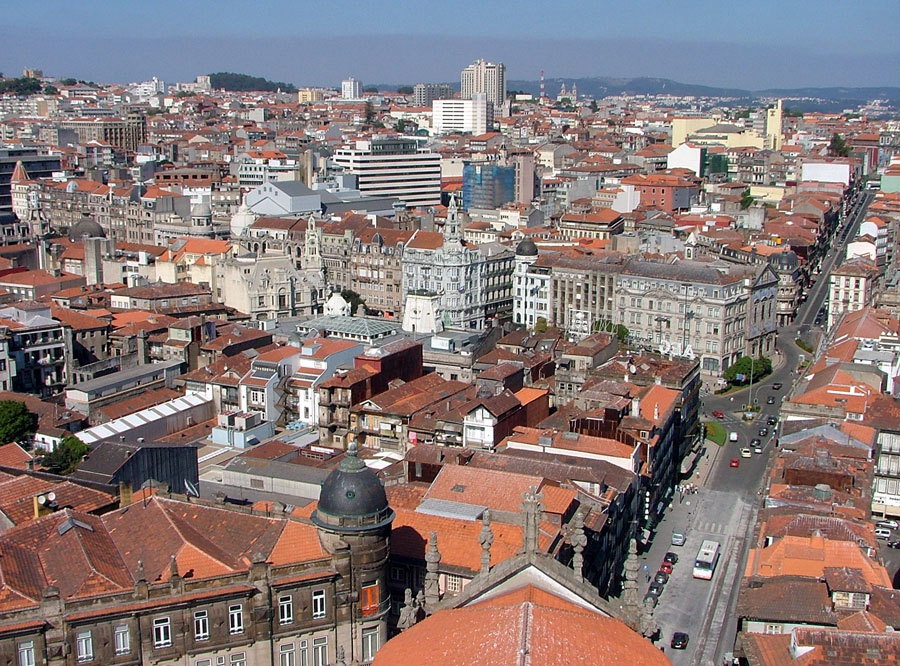
Vista Geral da Baixa.
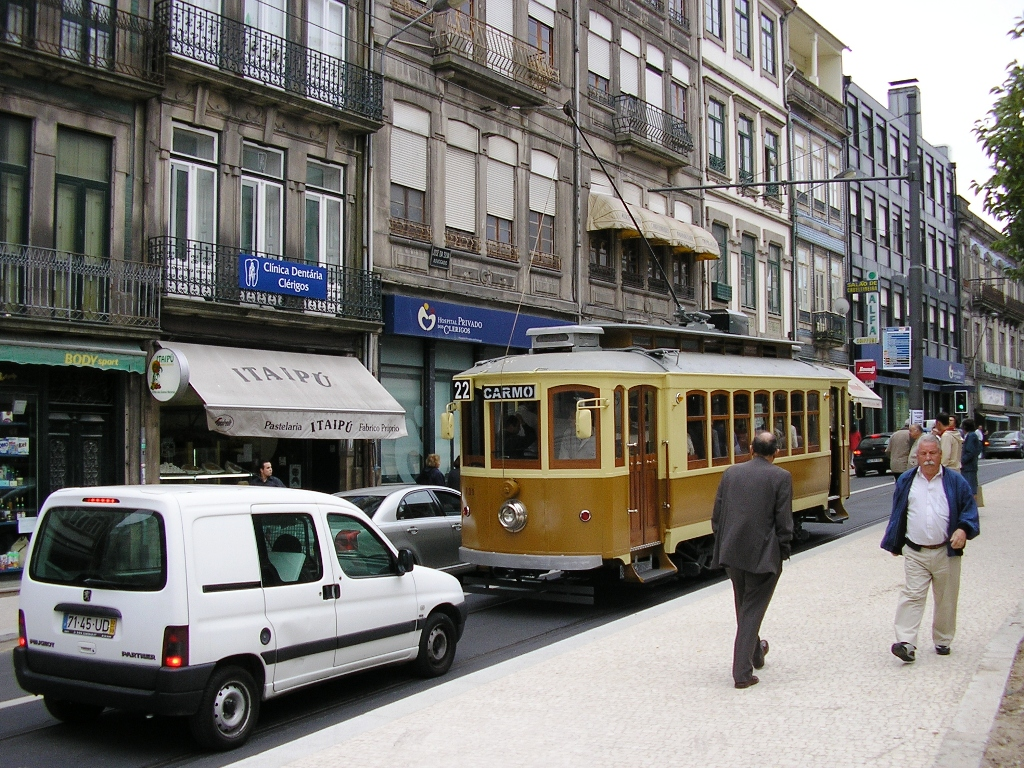
Praça de Guilherme Gomes Fernandes, na zona das "Galerias de Paris".